# Kazimierz Kruczkowski

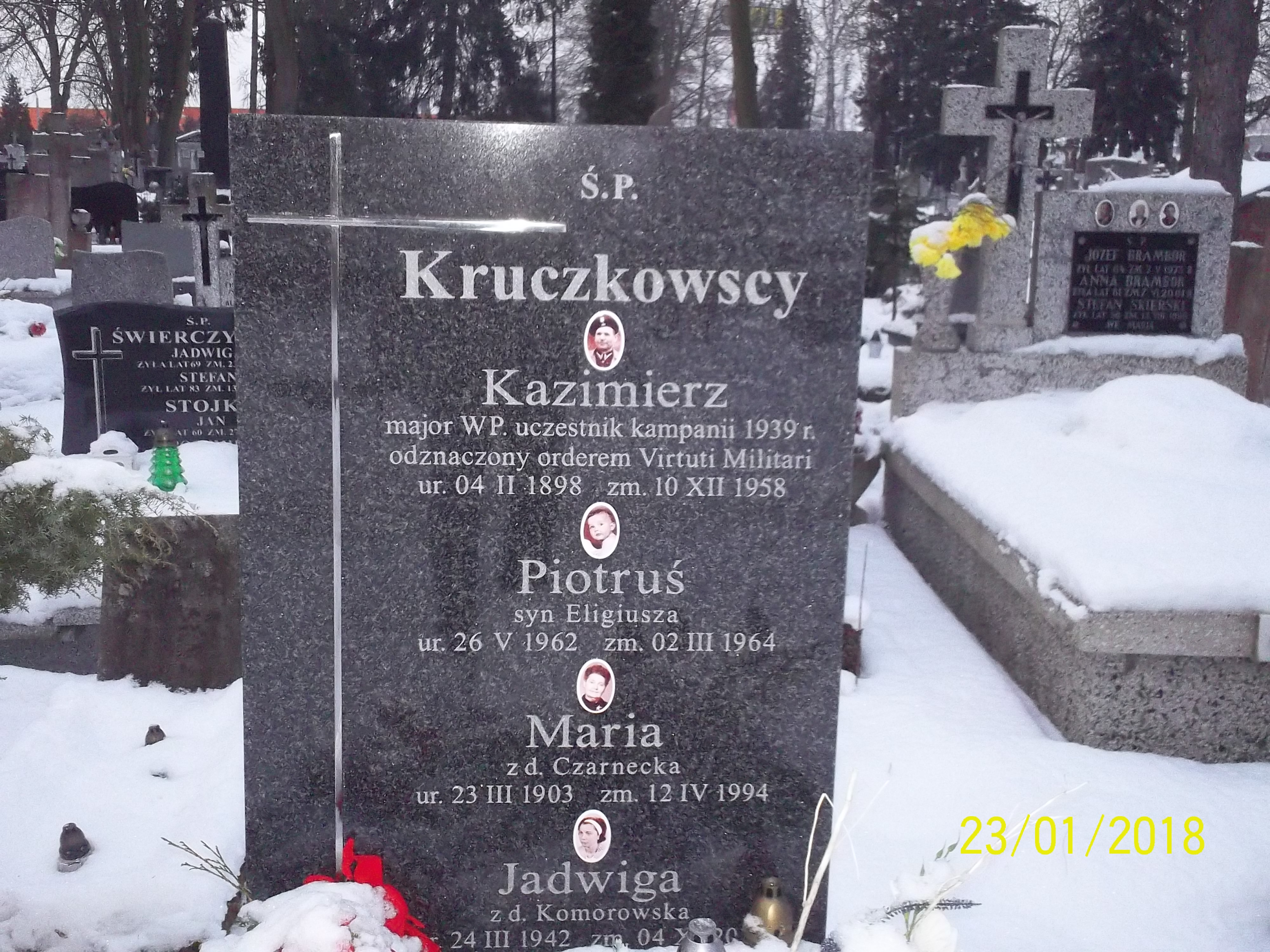
Grób mjr. Kazimierza Kruczkowskiego na cmentarzu komunalnym we Włocławku

Kazimierz Kruczkowski (ur. 4 lutego 1898 w Kamionce Strumiłowej, zm. 10 grudnia 1958 we Włocławku) – major piechoty Wojska Polskiego, w kampanii wrześniowej dowódca II batalionu 94 pułku piechoty rezerwowego (w Grupie „Sandomierz”) oraz dowódca III batalionu 164 pułku piechoty rezerwowego.

## Życiorys
Urodził się 4 lutego 1898 w Kamionce Strumiłowej, w ówczesnym mieście powiatowym Królestwa Galicji i Lodomerii, w rodzinie Walentego i Wandy z Szejnów.
Do Wojska Polskiego został przyjęty w stopniu podporucznika z byłej cesarskiej i królewskiej Armii. Na dzień 1 czerwca 1921 r. pełnił, już w randze porucznika, służbę w 53 pułku piechoty. Dekretem Naczelnika Państwa i Wodza Naczelnego z dnia 3 maja 1922 r. (dekret L. 19400/O.V.) został zweryfikowany w tymże stopniu (porucznika) ze starszeństwem z dniem 1 czerwca 1919 r. i 1906. lokatą w korpusie oficerów piechoty. Przez kolejne lata nadal służył w 53 pułku piechoty ze Stryja, zajmując w 1923 r. – 1702. lokatę wśród poruczników, a w roku 1924 – 814. lokatę pośród poruczników korpusu piechoty. 
Na mocy zarządzenia Ministra Spraw Wojskowych Józefa Piłsudskiego, opublikowanego w dniu 31 października 1927 r. przeniesiony został, w korpusie oficerów piechoty, z 53 pułku piechoty do Korpusu Ochrony Pogranicza, z równoczesnym przeniesieniem macierzyście do kadry oficerów piechoty. Z dniem 1 grudnia 1927 r. otrzymał przydział do batalionu „Krasne”, a w czerwcu 1928 r. przeniesiono go do batalionu „Budsław”, w którym wyznaczony został (w grudniu tegoż roku) na stanowisko oficera materiałowego baonu.
Zarządzeniem prezydenta Rzeczypospolitej Ignacego Mościckiego z dnia 19 marca 1928 r. został awansowany do rangi kapitana, ze starszeństwem z dniem 1 stycznia 1928 r. i 95. lokatą wśród oficerów piechoty. W tym samym roku, jako etatowy oficer 53 pułku piechoty, pełnił służbę wojskową w Korpusie Ochrony Pogranicza, przynależąc na ten czas do kadry oficerów piechoty. 
W roku 1930 nadal zajmował stanowisko oficera materiałowego w batalionie KOP „Budsław”. W maju 1931 r. został przeniesiony, bez prawa do zwrotu kosztów za przesiedlenie, z dowództwa batalionu „Budsław” na stanowisko dowódcy 2 kompanii granicznej „Gnieździłów”. Pozostając oficerem formacji Korpusu Ochrony Pogranicza – w roku 1930 zajmował 1601. lokatę łączną na liście starszeństwa kapitanów piechoty (była to 89. lokata w starszeństwie), a w roku 1932 – 80. lokatę w starszeństwie. W marcu 1932 r. wyznaczony został do pełnienia funkcji dowódcy kompanii szkolnej strzeleckiej „Wilejka”. 
Minister Spraw Wojskowych marszałek Józef Piłsudski, zarządzeniem opublikowanym w dniu 28 czerwca 1933 r., przeniósł (w korpusie oficerów piechoty) kpt. Kazimierza Kruczkowskiego z Korpusu Ochrony Pogranicza (z baonu „Budsław”) do 62 pułku piechoty stacjonującego w garnizonie Bydgoszcz. Jako oficer 62 pułku piechoty zajmował na dzień 1 lipca 1933 r. – 1233. lokatę łączną wśród kapitanów piechoty (jednocześnie była to 75. lokata w starszeństwie). Z kolei na dzień 5 czerwca 1935 r. była to już 1020. lokata wśród wszystkich kapitanów korpusu piechoty (a jednocześnie 63. lokata w swoim starszeństwie).
Do stopnia majora piechoty został awansowany ze starszeństwem z dniem 19 marca 1938 r. i 22. lokatą. Na dzień 23 marca 1939 r. piastował stanowisko dowódcy Dywizyjnego Kursu Podchorążych Rezerwy przy 15 Dywizji Piechoty. Zajmował wówczas nadal 22. lokatę pośród majorów korpusu piechoty w swoim starszeństwie i pozostawał etatowym oficerem 62 pułku piechoty.  

## Kampania wrześniowa
Na dzień 1 września 1939 r. pozostawał w Oddziale Zbierania Nadwyżek 61 pułku piechoty (61 pp i 62 pp stacjonowały w Bydgoszczy i wchodziły w skład 15 Dywizji Piechoty). Ośrodek Zapasowy 15 DP ewakuowano z Pomorza do Sandomierza, a potem do Chełma Lubelskiego (częściowo zaś do Przemyśla). W Sandomierzu z oddziałów OZ 15 DP utworzono między innymi improwizowany batalion piechoty, oznaczony jako II batalion 94 pułku piechoty. Dowództwo nad tym batalionem objął mjr Kazimierz Kruczkowski. Batalion wraz z resztą 94 pp rezerwowego wszedł w skład w Grupy „Sandomierz” dowodzonej przez ppłk. Antoniego Sikorskiego, której zadaniem była obrona mostów w Sandomierzu (Grupa „Sandomierz” dozorowała Wisłę na odcinku od Baranowa Sandomierskiego po Zawichost). Dowodzony przez podpułkownika Bolesława Gancarza 94 pp rez. znajdował się w obsadzie odcinka północnego „Sandomierz” i bronił terenu od Zawichostu po Wielowieś. Batalion majora Kruczkowskiego kontrolował pododcinek mostu drogowego (kołowego). W wyniku późniejszej reorganizacji wojsk Armii „Lublin”, batalion mjr. Kruczkowskiego wszedł w skład 164 pułku piechoty rezerwowego ppłk. Stanisława Styrczuli, jako jego III batalion. W dniu 18 września 1939 r. Kazimierz Kruczkowski i dowodzony przez niego III/164 pp rez. wyróżnili się podczas natarcia przeprowadzonego pod miejscowością Lipowiec. Batalion odpędził wówczas osaczające Grupę ppłk. Sikorskiego niemieckie pojazdy pancerne i utrzymał swe stanowiska.
W toku dalszych walk mjr Kazimierz Kruczkowski dostał się do niemieckiej niewoli, którą spędził w oflagu VII A Murnau.

## Okres powojenny
Po II wojnie światowej mieszkał we Włocławku, gdzie zatrudniony był na stanowisku pracownika umysłowego. Zmarł w dniu 10 grudnia 1958 r. i pochowany został na włocławskim Cmentarzu Komunalnym (sektor 43-11-185). W inskrypcji nagrobnej zawarta została informacja, iż mjr Kazimierz Kruczkowski odznaczony był Krzyżem Srebrnym Orderu Wojennego Virtuti Militari.

## Rodzina
Kazimierz Kruczkowski żonaty był z Marią Katarzyną z Czarneckich (1903–1994), córką Józefa i Stefanii Waszczewskiej. Związek małżeński zawarli we włocławskiej parafii wojskowej pw. Św. Michała w dniu 10 października 1931 r. Spoczywają razem w grobie rodzinnym. Synami Kazimierza i Marii byli Eligiusz Marian oraz Czesław Janusz (1933–2020).

## Awanse
- porucznik – starszeństwo z dniem 1 czerwca 1919 r. i 1906. lokatą w korpusie oficerów piechoty (zweryfikowany w tym stopniu dekretem z dnia 3 maja 1922 r.)[3]
- kapitan – starszeństwo z dniem 1 stycznia 1928 r. i 95. lokatą w korpusie oficerów piechoty[18]
- major – starszeństwo z dniem 19 marca 1938 r. i 22. lokatą w korpusie oficerów piechoty[18]

## Ordery i odznaczenia
- Złoty Krzyż Zasługi (25 maja 1939)[31][19]
- Medal Pamiątkowy za Wojnę 1918–1921[l]
- Medal Dziesięciolecia Odzyskanej Niepodległości[m]
- Odznaka Pamiątkowa Korpusu Ochrony Pogranicza „Za Służbę Graniczną” (1930)[n]